# ميشطة مستدقة
ميشطة مستدقة (الاسم العلمي:Anogeissus acuminata) هي نوع من النباتات يتبع جنس الميشطة من الفصيلة القمبريطية.